# Imam-Ehe
İmam nikâhı (türkisch), zu deutsch die Imam-Ehe, ist ein umgangssprachlicher Begriff und ein politisches Schlagwort in der Türkei für islamische Eheschließungen im Gegensatz zur rechtsverbindlichen Zivilehe (türkisch resmî nikah).

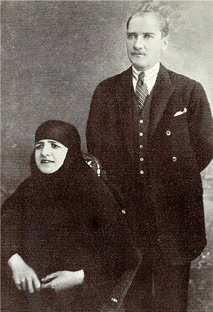
Atatürk führte 1926 die Zivilehe ein. Seine Ehe mit Latife Uşşaki (1923–25) wurde noch nach islamischem Recht geschlossen und geschieden.

Mit dem türkischen Zivilgesetzbuch (Türk Medenî Kanunu) von 1926, welches das schweizerische Zivilgesetzbuch zum Vorbild hatte, wurde in der Türkei die standesamtliche Trauung eingeführt und die bisher praktizierte islamische Eheschließung zur Nichtehe degradiert. Außerdem wird im türkischen Strafgesetzbuch (Artikel 230/5-6 TCK) verboten, eine religiöse Eheschließung ohne vorhergehende standesamtliche Eheschließung zu vollziehen (vgl. Verbot der religiösen Voraustrauung).
Obwohl die staatlich geregelte, monogame Ehe zum "kemalistischen Kernprogramm" gehörte (vgl. Reformschutzgesetze), fand die für die Bevölkerung sehr bürokratische Zivilehe, die medizinische Untersuchungen, (teils nicht vorhandene) Geburtsurkunden und weitere Formalitäten erforderte, anfangs nur geringe Akzeptanz und Anwendung.
Mit Hilfe von Sondergesetzen wurden deshalb von 1935 bis 1950 ca. 7,5 Millionen offiziell nichteheliche Kinder aus nicht rechtsgültigen Imam-Ehen nachträglich legitimiert.
Erst nachdem 1984 die Formvorschriften und entsprechende Kosten für die Ziviltrauung gelockert worden waren und die Heiratsstatistik von 1991 zeigte, dass der Anteil der Imam-Ehen von 25 % auf 5 % abgesunken war, endete der „Reigen der türkischen Amnestiegesetze“ (1933, 1945, 1950, 1956, 1965 und 1974).
Studien aus den 1990er Jahren zeigen bei der Verbreitung aber deutliche Unterschiede zwischen Großstädten (4 % Imam-Ehe) und Land (21,6 % Imam-Ehe), sowie ein regionales Gefälle zwischen Westtürkei (2,2 % Imam-Ehen, 1993) und östlichen Regionen (22,4 % Imam-Ehen).
2009 urteilte der Europäische Gerichtshof für Menschenrechte, dass die Nicht-Anerkennung und damit Ungleichbehandlung der Imam-Ehe in der Türkei keine Verletzung von Art. 8 Europäische Menschenrechtskonvention darstellt.
Obwohl die Gegenwart eines Imam bei Ehevertragsschluss nach dem islamischen Recht eigentlich nicht verlangt wird, ist in der Türkei traditionell ein Imam zugegen, der die Eröffnungsansprache (türk.: hutbe) und das Trau- oder Schlussgebet (türk.: nikah duası) hält.
Zwingend ist die Anwesenheit von (muslimischen) Zeugen, einem Heiratsvormund der Braut (Wali oder Wali mudschbir) und dem Bräutigam, der sich mit dem Wali über Ehevertrag und Morgengabe einig sein muss.
siehe auch: Islamische Ehe